# کشانه گرانشی
کشانه گرانشی فضاپیمایی رباتیک است که به منظور منحرف ساختن اجسام آسمانی خطرآفرین برای کره زمین با استفاده از نیروی گرانش (جاذبه) طراحی شده است.